# Aix-en-Provence
Aix-en-Provence (pronúncia em francês: [ɛksɑ̃pʀovɑ̃s]; em occitano, Ais de Provença) é uma comuna da França localizada no departamento de Bocas do Ródano (em francês, Bouches- du-Rhône), na Região Provença-Alpes-Costa Azul (em francês, Provence-Alpes-Côte d'Azur).
Foi fundada em 122 a.C. com o nome de Aquae Sextiae ('Águas Sextias') pela guarnição romana de Caio Sextio Calvino. Também foi o lugar onde nasceu e morreu o pintor Paul Cézanne. Ainda em Aix viveu "o arquétipo de todos os antiquários" (segundo o historiador Arnaldo Momigliano) Nicolas-Claude Fabri, senhor de Peiresc (1580-1637).
A cidade possui 142.482 habitantes, sendo a 24ª mais populosa da França.
Uma cidade termal desde a Antiguidade, Aix-en-Provence tem um importante patrimônio cultural (arquitetura, museu Granet, festival de arte lírica, Grand Théâtre de Provence, etc.) e se afirma como um importante centro turístico.

## Património
- Fonte da Rotunda (1860) — Com 3 estátuas de mármore que representam a justiça, agricultura e as artes.
- Fonte dos Nove Canhões (1961)
- Fonte da Água Quente (1734) — A sua água provém das termas de Bagniers e sai a 18 graus.
- Fonte do Rei René (1819) — Representa o rei a comer as uvas.
- Atelier de Paul Cézanne
- Fundação Vasarely
- Museu Granet